# Laueite
La laueite è un minerale.